# Amazonka niebieskoczelna
Amazonka niebieskoczelna (Amazona aestiva) – gatunek średniej wielkości ptaka z rodziny papugowatych (Psittacidae). Zasiedla Amerykę Południową – Brazylię, Boliwię, Paragwaj i północną Argentynę. Bliski zagrożenia wyginięciem.

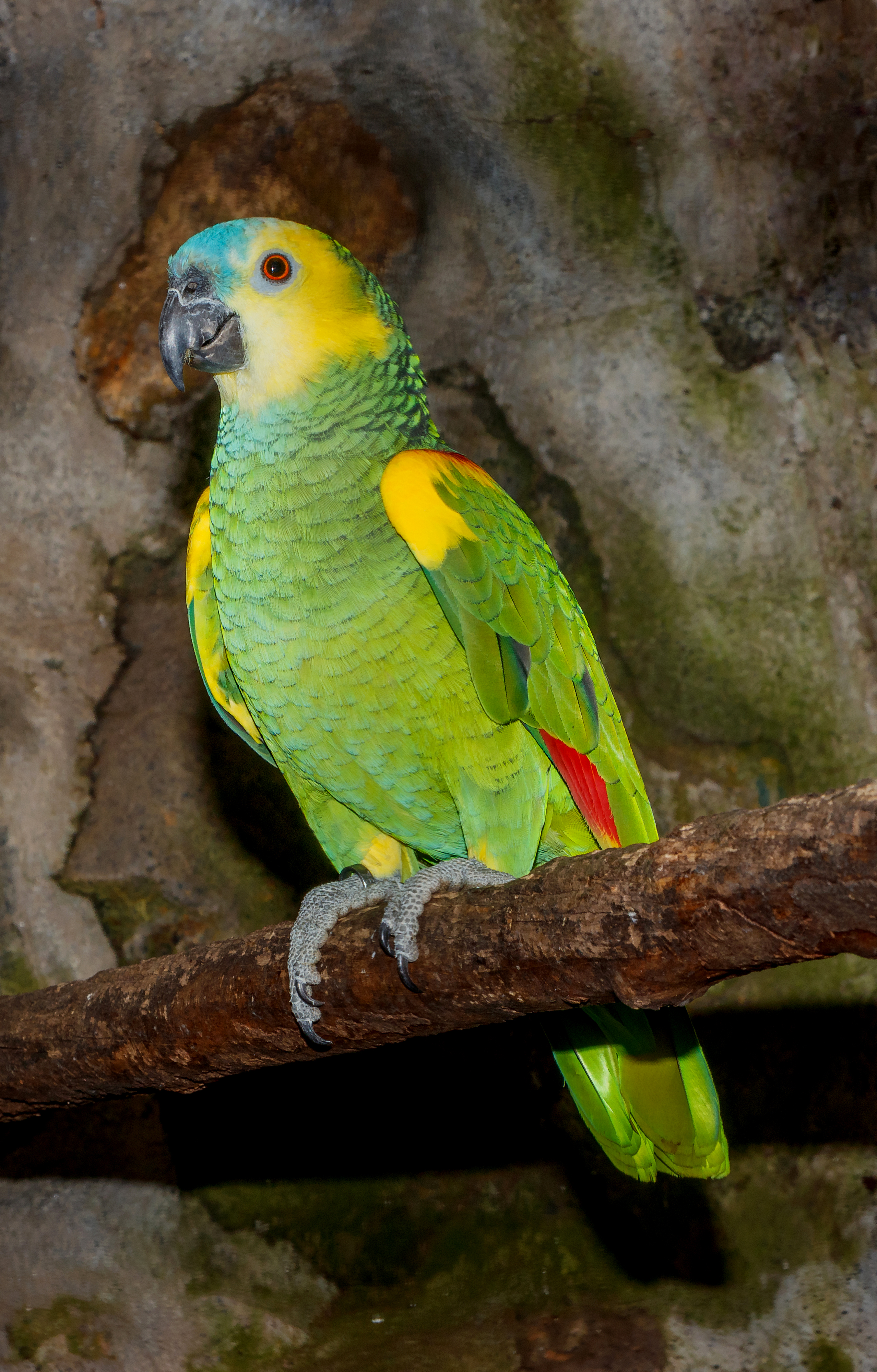
Amazonka żółtoskrzydła (A. a. xanthopteryx)

## Podgatunki i zasięg występowania
Wyróżnia się dwa podgatunki A. aestiva:
- amazonka niebieskoczelna (A. aestiva aestiva) – zasiedla wschodnią Brazylię
- amazonka żółtoskrzydła[4] (A. aestiva xanthopteryx) – zasiedla Boliwię, południowo-zachodnią Brazylię, Paragwaj i północną Argentynę.

## Morfologia

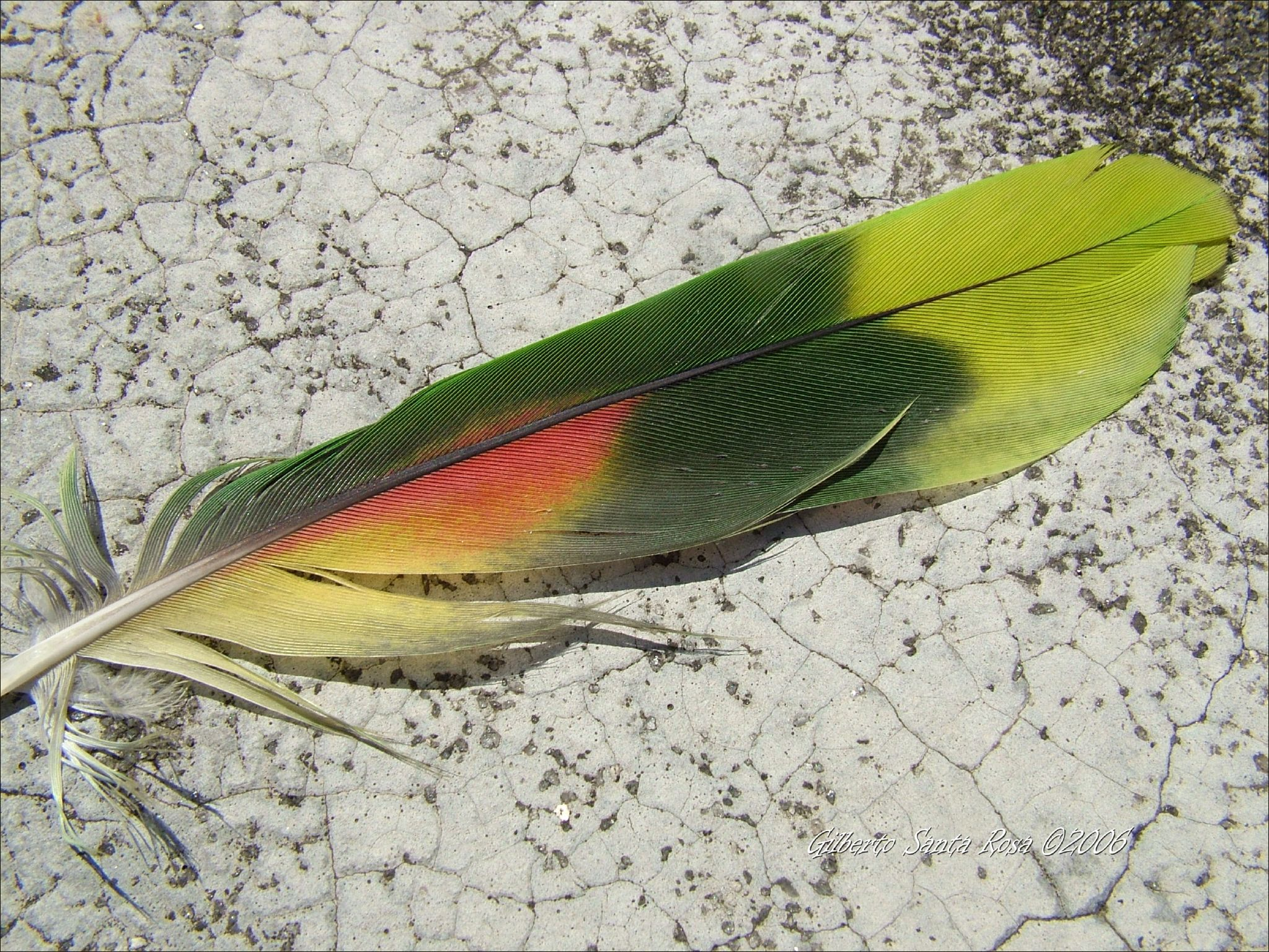
Pióro amazonki niebieskoczelnej

Amazonka niebieskoczelna ma prawie cały wierzch ciała zielony z ciemniejszymi skrzydłami. Jej czoło i policzki są niebieskie, wierzch głowy i obszar wokół oczu żółte, lecz ilość tych kolorów jest różna i jest cechą osobniczą. Dziób jest czarny, w środku bardziej brązowy. Tęczówki są brązowe. Zgięcie skrzydeł jest czerwone (podgatunek nominatywny) lub żółte (amazonki żółtoskrzydłe). Pokrywy I rzędu czerwone. Nogi są szare. Ogon ma barwę skrzydeł, ale ma czerwone plamy i jasnozielony pasek na końcu. Samiec i samica wyglądają podobnie, różnią się nieznacznie budową głowy, lecz nie daje to pewności w ich odróżnieniu.

### Wymiary
- długość ciała: 37–40 cm[8]
- masa ciała: 375–450 g, podgatunek xanthopteryx 400–500 g[7]

## Biotop
Lasy deszczowe, czasami też na suchych, zadrzewionych stepach. Nie oddala się od rzek.

## Zachowanie
Amazonki niebieskoczelne żyją w parach lub stadach do kilkudziesięciu osobników. Lubią między innymi wspinać się i oskubywać gałęzie.

## Lęgi

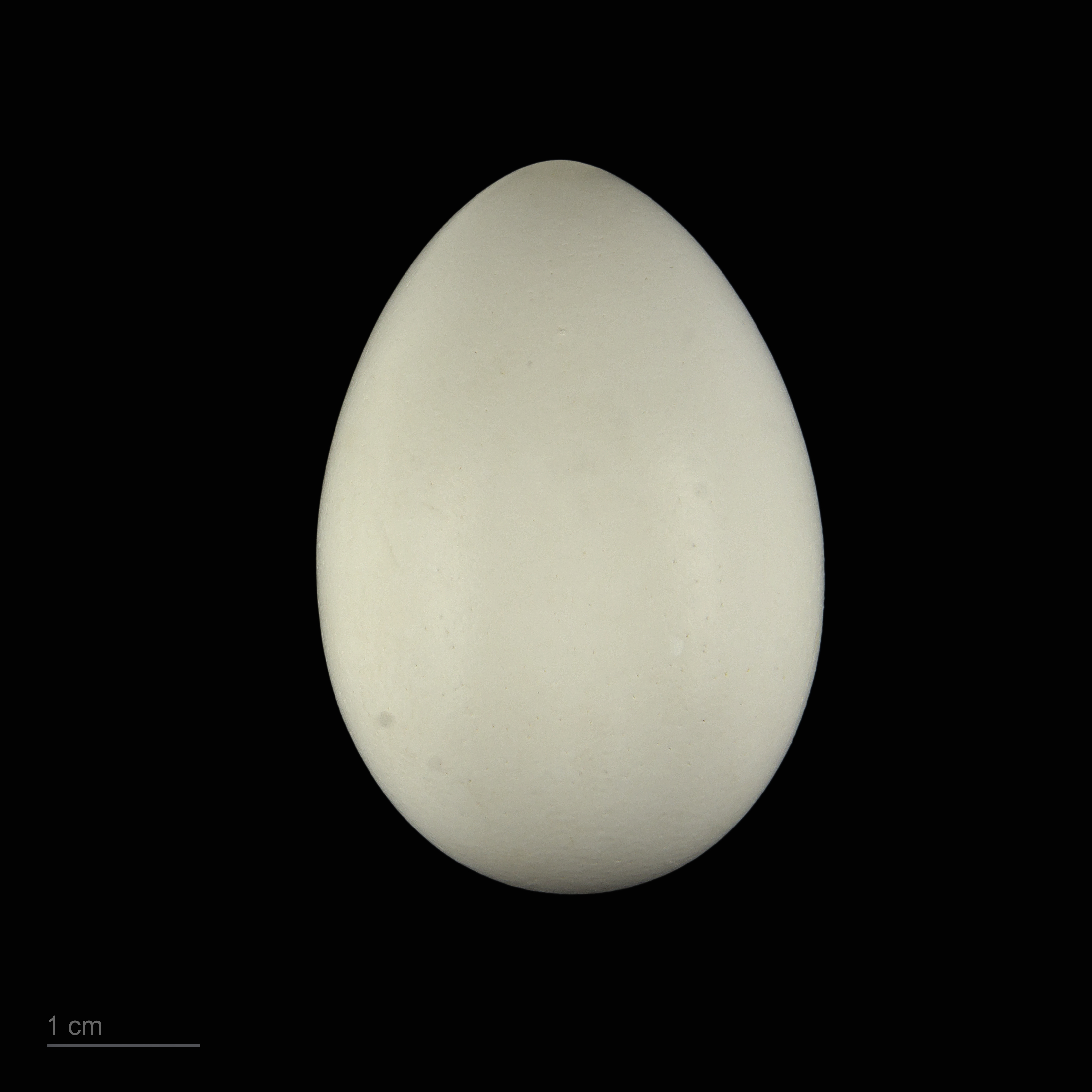
Jajo z kolekcji muzealnej

W okresie lęgowym zbierają się w stada mogące liczyć nawet ponad 1000 osobników. Wykonują zbiorowy taniec godowy, niszcząc roślinność. Samiec kłania się i karmi samicę do momentu kopulacji. Samica składa w dziupli 3–4 jaja, okres inkubacji trwa około 28 dni.

## Status
Międzynarodowa Unia Ochrony Przyrody (IUCN) od 2019 roku uznaje amazonkę niebieskoczelną za gatunek bliski zagrożenia (NT – near threatened); wcześniej miała ona status gatunku najmniejszej troski (LC – least concern). Całkowita liczebność populacji, według szacunków, mieści się w przedziale 1–10 milionów dorosłych osobników. Trend liczebności populacji uznaje się za spadkowy. Do głównych zagrożeń dla gatunku należą: przekształcanie siedlisk w tereny rolnicze, pozyskiwanie drewna na wielką skalę oraz intensywny odłów tych ptaków z przeznaczeniem na handel jako ptak klatkowy.

## Hodowla
Podstawowe wymaganiaBardzo dla nich ważny jest ruch i możliwość lotu. Woliera powinna mieć wymiary 2,5 × 1,5 × 1,5 m. Podłoże powinien stanowić piasek, wcześniej wyczyszczony. Woliera nie może być zbyt ciasna, bo papuga się otłuści z powodu braku ruchu.
PożywienieAmazonki żywią się między innymi świeżymi owocami, warzywami i kiełkami. Mieszanka ziaren powinna być dobrej jakości. Chętnie spożywają ziarna słonecznika i orzeszki ziemne, lecz ze względu na dużą zawartość tłuszczu nie powinno być ich wiele w diecie, bo ptaki te łatwo przybierają na wadze.